# Heterotrichoncus
Heterotrichoncus is een geslacht van spinnen uit de familie hangmatspinnen (Linyphiidae).

## Soorten
De volgende soorten zijn bij het geslacht ingedeeld:
- Heterotrichoncus pusillus (Miller, 1958)